# Damernas duett i konstsim vid olympiska sommarspelen 2016
Damernas duett i konstsim vid olympiska sommarspelen 2016 i Rio de Janeiro, Brasilien, avgjordes vid Maria Lenk Aquatics Center mellan den 14 och 16 augusti 2016. Natalia Isjtjenko och Svetlana Romasjina från Ryssland försvarade sitt guld.

## Medaljörer
| Gren  | Guld                                           | Silver                         | Brons                            |
| Duett | Natalja Isjtjenko, Svetlana Romasjina Ryssland | Huang Xuechen, Sun Wenyan Kina | Yukiko Inui, Risako Mitsui Japan |

## Resultat

### Kvalifikation
| Placering | Land           | Simmare                                        | Tekniskt | Fritt   | Totalt   |
| --------- | -------------- | ---------------------------------------------- | -------- | ------- | -------- |
| 1         | Ryssland       | Natalia Isjtjenko & Svetlana Romasjina         | 96,4577  | 98,0667 | 194,5244 |
| 2         | Kina           | Huang Xuechen & Sun Wenyan                     | 95,3688  | 96,0667 | 191,4355 |
| 3         | Japan          | Yukiko Inui & Risako Mitsui                    | 93,1214  | 94,4000 | 187,5214 |
| 4         | Ukraina        | Lolita Ananasova & Anna Volosjyna              | 93,1358  | 93,5333 | 186,6691 |
| 5         | Spanien        | Ona Carbonell & Gemma Mengual                  | 92,5024  | 93,7667 | 186,2691 |
| 6         | Italien        | Linda Cerruti & Costanza Ferro                 | 90,4412  | 91,1333 | 181,5745 |
| 7         | Kanada         | Jacqueline Simoneau & Karine Thomas            | 89,2916  | 90,0667 | 179,3583 |
| 8         | Frankrike      | Margaux Chrétien & Laura Augé                  | 86,2824  | 86,8667 | 173,1491 |
| 9         | USA            | Anita Alvarez & Mariya Koroleva                | 86,4612  | 86,4333 | 172,8945 |
| 10        | Grekland       | Evangelia Papazoglou & Evangelia Platanioti    | 85,3550  | 86,1000 | 171,4550 |
| 11        | Mexiko         | Karem Achach & Nuria Diosdado                  | 84,9268  | 85,7333 | 170,6601 |
| 12        | Österrike      | Anna-Maria Alexandri & Eirini-Marina Alexandri | 85,0637  | 85,2667 | 170,3304 |
| 13        | Brasilien      | Luisa Borges & Maria Eduarda Miccuci           | 83,3008  | 84,0333 | 167,3341 |
| 14        | Schweiz        | Sophie Giger & Sascia Kraus                    | 83,3366  | 83,5667 | 166,9033 |
| 15        | Kazakstan      | Alexandra Nemitj & Jekaterina Nemitj           | 81,4686  | 81,4000 | 162,8686 |
| 16        | Colombia       | Estefanía Álvarez & Mónica Arango              | 80,3363  | 80,4667 | 160,8030 |
| 17        | Storbritannien | Katie Clark & Olivia Federici                  | 80,7650  | 79,9667 | 160,7317 |
| 18        | Tjeckien       | Alžběta Dufková & Soňa Bernardová              | 80,0640  | 80,5333 | 160,5973 |
| 19        | Argentina      | Etel Sánchez & Sofia Sánchez                   | 79,4829  | 79,8333 | 159,3162 |
| 20        | Israel         | Anastasia Gloushkov & Ievgeniia Tetelbaum      | 79,4488  | 78,9000 | 158,3488 |
| 21        | Belarus        | Iryna Limanouskaja & Veronika Jesipovitj       | 78,9913  | 79,0000 | 157,9913 |
| 22        | Slovakien      | Nada Daabousová & Jana Labáthová               | 78,3607  | 77,7000 | 156,0607 |
| 23        | Egypten        | Samia Ahmed & Dara Hassanien                   | 76,5306  | 77,6000 | 154,1306 |
| 24        | Australien     | Nikita Pablo & Rose Stackpole                  | 73,6360  | 74,7667 | 148,4027 |

### Final
| Placering | Land      | Simmare                                        | Tekniskt | Frtt    | Totalt   |
| --------- | --------- | ---------------------------------------------- | -------- | ------- | -------- |
| 1         | Ryssland  | Natalia Isjtjenko & Svetlana Romasjina         | 96,4577  | 98,5333 | 194,9910 |
| 2         | Kina      | Huang Xuechen & Sun Wenyan                     | 95,3688  | 97,0000 | 192,3688 |
| 3         | Japan     | Yukiko Inui & Risako Mitsui                    | 93,1214  | 94,9333 | 188,0547 |
| 4         | Ukraina   | Lolita Ananasova & Anna Volosjyna              | 93,1358  | 94,0000 | 187,1358 |
| 5         | Spanien   | Ona Carbonell & Gemma Mengual                  | 92,5024  | 94,1333 | 186,6357 |
| 6         | Italien   | Linda Cerruti & Costanza Ferro                 | 90,4412  | 92,3667 | 182,8079 |
| 7         | Kanada    | Jacqueline Simoneau & Karine Thomas            | 89,2916  | 90,6000 | 179,8916 |
| 8         | Frankrike | Margaux Chrétien & Laura Augé                  | 86,2824  | 87,9667 | 174,2491 |
| 9         | USA       | Anita Alvarez & Mariya Koroleva                | 86,4612  | 87,5333 | 173,9945 |
| 10        | Grekland  | Evangelia Papazoglou & Evangelia Platanioti    | 85,3550  | 86,5000 | 171,8550 |
| 11        | Mexiko    | Karem Achach & Nuria Diosdado                  | 84,9268  | 86,0667 | 170,9935 |
| 12        | Österrike | Anna-Maria Alexandri & Eirini-Marina Alexandri | 85,0637  | 85,5333 | 170,5970 |